# Fürstenzell
Fürstenzell é um município da Alemanha, situado no distrito de Passau, no estado da Baviera. Tem 79,31 km² de área, e sua população em 2019 foi estimada em 8.156 habitantes.